# Walonki

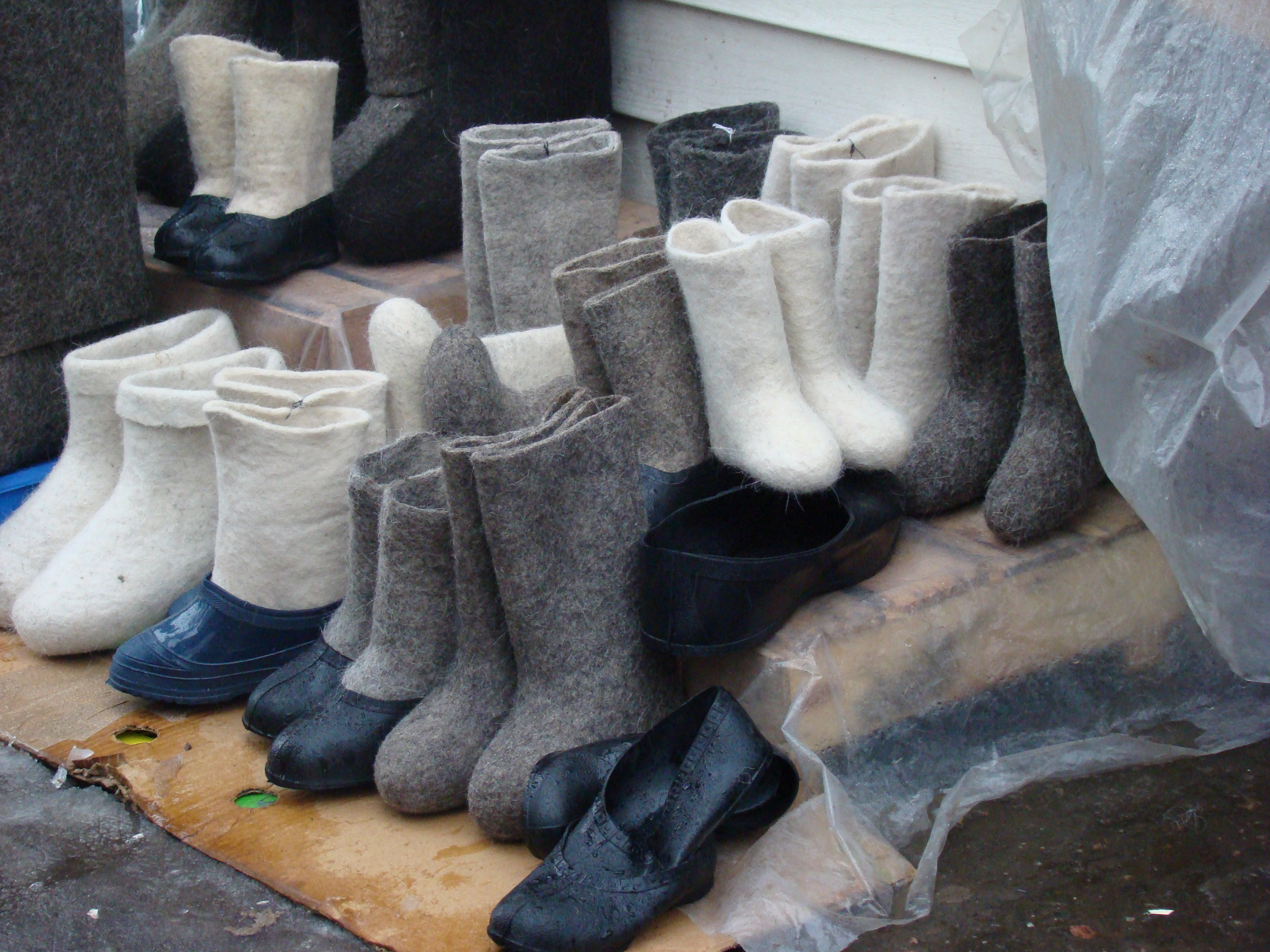
Różne rodzaje i fasony rosyjskich walonek

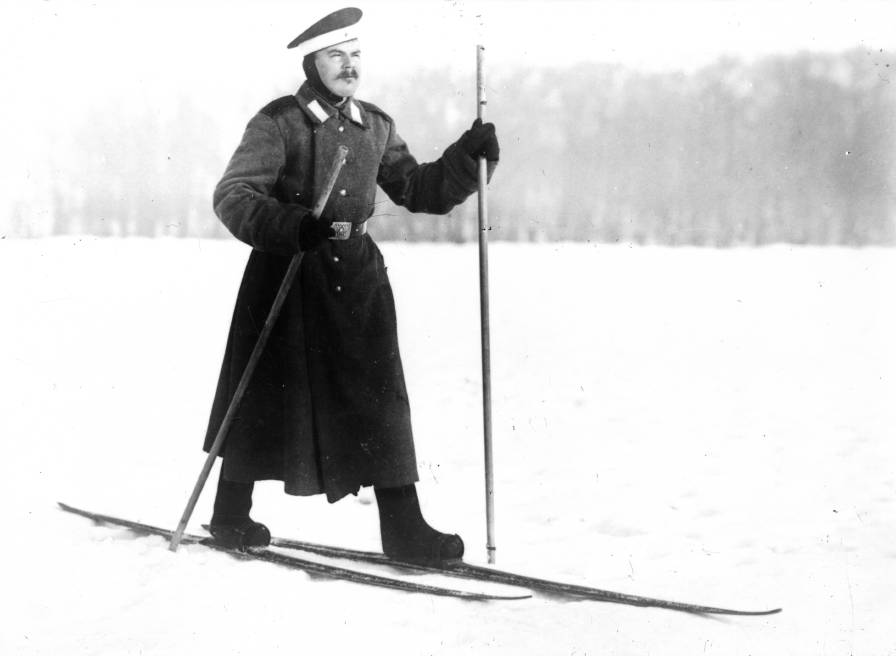
Żołnierz rosyjski na nartach obuty w walonki.

Walonki (ros. ва́ленки) – ciepłe obuwie do połowy łydki (czasem do kolan), przepuszczające wodę, ale dobrze chroniące przed mrozem.
Tworzone są z grubego filcu, tzw. wojłoku, formowanego z wielu warstw przy użyciu pary i specjalnego klocka, służącego do nadawania kształtu. Spód jest powlekany gumą. W wersji niegumowej podeszwy mogą być używane jak skarpeta, nakłada się na nie wtedy "właściwe" obuwie.
Produkowane przez Rosjan już od XVIII wieku, stały się popularne w wieku XIX, kiedy to opracowano tańszy sposób ich wytwarzania. Wcześniej były obuwiem drogim, mogli sobie na nie pozwolić jedynie ludzie zamożni. Popularne do dziś, wytwarzane zarówno w dużych fabrykach, jak i małych przydomowych zakładach. Często spotyka się walonki haftowane.
W Moskwie istnieje muzeum walonek. W 2008 roku odsłonięto także pomnik walonka. Pomnik jest poświęcony rzemieślnikom wytwarzającym walonki (tzw. ros. "pimokatom") i szczególnie temu właśnie typowi obuwia, bez którego życie ludzi na Syberii byłoby bardzo trudne.

## Literatura
- Laszlo Bekesi – Stalin's War: Soviet Uniforms and Militaria 1941-45 (w języku angielskim)
- Stephen J. Zaloga – The Red Army of the Great Patriotic War, 1941-45 (w języku angielskim)
- Jeden dzień Iwana Denisowicza (ros. Один день Ивана Денисовича) – opowiadanie Aleksandra Sołżenicyna